# Leffincourt

Leffincourt este o comună în departamentul Ardennes din nordul Franței. În 1 ianuarie 2022 avea o populație de 189 de locuitori.